# Gòlgota

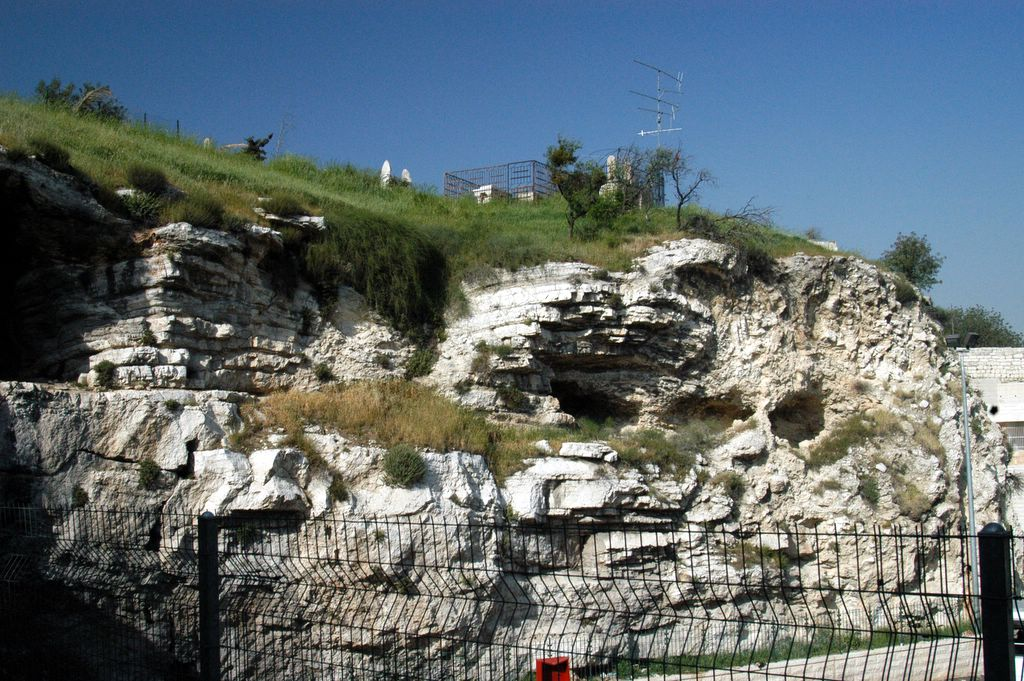
Gòlgota.

Gòlgota (del grec bíblic: Γολγοθᾶ, romanitzat: Golgothâ), o Calvari (del llatí: Calvariae o Calvariae locus) és el nom donat a la muntanya dels afores de Jerusalem on la tradició diu que Jesús fou crucificat. El nom prové de les roques en forma de calavera que hi ha en un costat del turó. Les diferents denominacions toponímiques calvari en llatí, Κρανιου Τοπος (Kraniou Topos) en grec, i gulgulthā en arameu signifiquen totes "crani". Almenys des dels inicis de l'època medieval ha estat un destí de pelegrinatge.

## Localització
El Nou Testament descriu el Gòlgota com un lloc a prop de Jerusalem (Joan 19:20), fora de la porta de la ciutat (Hebreus 13:12), cosa que coincideix amb la tradició jueva.
La ubicació exacta del lloc de la crucifixió de Jesús s'ha associat tradicionalment amb un lloc ara tancat dins d'una de les capelles del sud de l'Església multiconfesional del Sant Sepulcre, un lloc que es diu que va ser reconegut per l'emperadriu romana Helena, mare de Constantí el Gran, durant la seva visita a Terra Santa l'any 325.
S'han suggerit altres ubicacions: al segle XIX, els estudiosos protestants van proposar una ubicació diferent a prop de la Tomba del Jardí al Turó Verd, anomenat ara Turó de la Calavera, a uns 500 m al nord del lloc tradicional; i l’historiadora Joan Taylor, especialitzada en aquest indret i període, ha proposat més recentment una ubicació a uns 175 m al sud-est.